# Nu då jag är förd åt sidan
Nu då jag är förd åt sidan är en psalm med text skriven 1973 av Svein Ellingsen och är översatt till svenska av Britt G Hallqvist. Musiken är skriven 1992 av Per Harling.

## Publicerad som
- Nr 897 i Psalmer i 90-talet under rubriken "Tillsammans på jorden".